# Tiến Thắng, Hà Nội
Tiến Thắng là một xã thuộc thành phố Hà Nội, Việt Nam.
Xã Tiến Thắng có diện tích 8,56 km², dân số năm 2021 là 15.776 người, mật độ dân số đạt 1.842 người/km².
Gồm 4 thôn: Bạch Trữ, Kim Giao, Diến Táo và Thái Lai.